# Jürg Amann

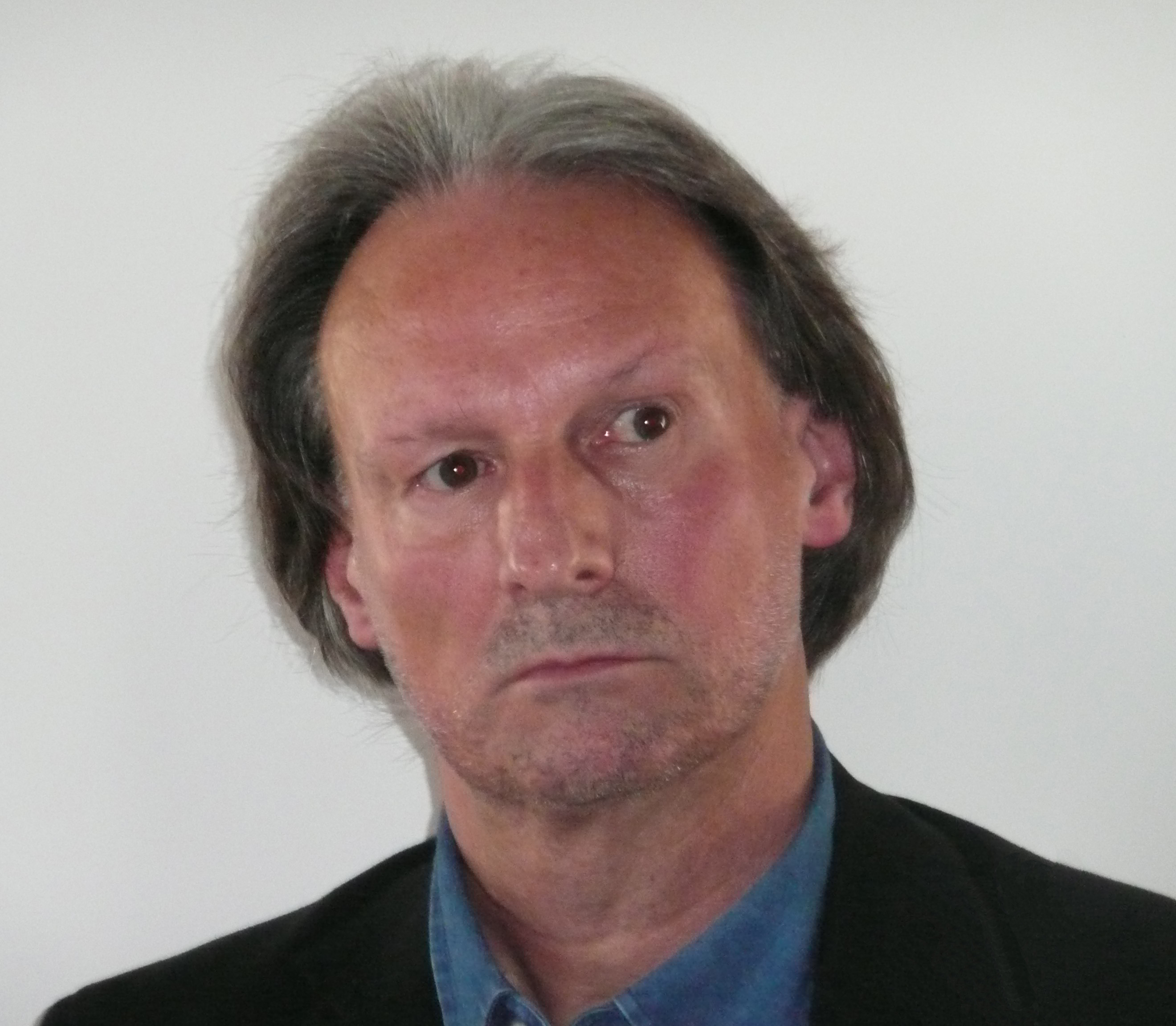
Jürg Amann (2009)

Jürg Amann (* 2. Juli 1947 in Winterthur; † 5. Mai 2013 in Zürich) war ein Schweizer Schriftsteller.

## Leben
Jürg Amann war der Sohn eines Buchdruckers und Lyrikers und der Bruder des Malers Urs Amann. Er besuchte das Gymnasium in Winterthur und studierte nach der Matura Germanistik und Publizistik an der Universität Zürich und an der FU Berlin. 1973 promovierte er bei Emil Staiger in Zürich mit einer Arbeit über Franz Kafka, Das Symbol Kafka. Eine Studie über den Künstler. Anschliessend arbeitete er als Journalist in Berlin und von 1974 bis 1976 in Zürich; während dieser Zeit war er zugleich Dramaturg am Zürcher Schauspielhaus. Seit 1976 lebte er als freier Schriftsteller in Zürich.
Jürg Amann war Verfasser von Prosawerken, Theaterstücken, Hörspielen und Kinderbüchern. In seinen stilistisch stark von Franz Kafka und Robert Walser beeinflussten Werken schilderte er häufig gescheiterte Charaktere und Aussenseiter. Viele von Amanns Arbeiten tragen autobiografische Züge; einzelne Kritiker reden auch von «Selbstbespiegelung». 2011 erschien eine Bearbeitung der autobiografischen Aufzeichnungen des KZ-Kommandanten von Auschwitz Rudolf Höß.
Jürg Amann war seit 1979 Mitglied des Verbands Autorinnen und Autoren der Schweiz und seit 1999 des PEN-Zentrums der Bundesrepublik Deutschland. Er starb am 5. Mai 2013 in Zürich nach langer schwerer Krankheit.
Sein Archiv befindet sich seit 2001 im Schweizerischen Literaturarchiv.

## Auszeichnungen (Auswahl)
- 1982 Ingeborg-Bachmann-Preis
- 1983 Conrad-Ferdinand-Meyer-Preis
- 1989 Schillerpreis der Zürcher Kantonalbank
- 1989 Carl-Heinrich-Ernst-Kunstpreis
- 1989 Kunstpreis der Stadt Winterthur
- 2001 Einzelwerkpreis der Schweizerischen Schillerstiftung
- 2003 Ehrengabe des Kantons Zürich
- 2004 Floriana Literaturpreis

## Werke

### Als Autor
- Das Symbol Kafka. Bern 1974.
- Die Korrektur. Wien 1977.
- Hardenberg. Romantische Erzählung nach dem Nachlass des Novalis. Aarau 1978.
- Verirren oder Das plötzliche Schweigen des Robert Walser. Aarau 1978.
- Die Kunst des wirkungsvollen Abgangs. Aarau 1979.
- Die Baumschule. Berichte aus dem Réduit. München 1982.
- Büchners Lenz. Wien 1983.
- Nachgerufen. München 1983.
- Ach, diese Wege sind sehr dunkel. München 1985. Enthält drei Stücke: Ach, diese Wege sind sehr dunkel, Büchners Lenz, Die deutsche Nacht.
- Patagonien. München 1985.
- Robert Walser. Auf der Suche nach einem verlorenen Sohn. München 1985; Zürich 2006, ISBN 3-257-06553-1.
- Fort. Eine Brieferzählung. München 1987.
- Nach dem Fest. München 1988. Enthält 3 Stücke: Nach dem Fest, Der Traum des Seiltänzers vom freien Fall, Die Korrektur.
- Der Rücktritt. Eine nationale Tragödie. Zelg-Wolfhalden 1989.
- Tod Weidigs. Acht Erzählungen. München 1989.
- Der Vater der Mutter und Der Vater des Vaters. Düsseldorf 1990.
- Der Anfang der Angst. Aus einer glücklichen Kindheit. Düsseldorf 1991.
- Widerschein. Bildteppiche von Ilse Abka-Prandstetter. Texte von Jürg Amann, Friederike Mayröcker und Julian Schutting. Nachwort von Peter Weiermair, Innsbruck 1991
- Zwei oder drei Dinge. Innsbruck 1993.
- Über die Jahre. Innsbruck 1994.
- Und über die Liebe wäre wieder zu sprechen. Innsbruck 1994.
- Rondo und andere Erzählungen. Zürich 1996.
- Schöne Aussicht. Innsbruck 1997.
- Ikarus. Zürich 1998.
- Iphigenie oder Operation Meereswind. Mit Bildern von Anton Christian, Düsseldorf 1998.
- Golomir. Weitra 1999.
- Kafka. Wort-Bild-Essay (mit Albert T. Schaefer). Haymon, Innsbruck 2000, ISBN 3-85218-319-7.
- Am Ufer des Flusses. Erzählung. Haymon, Innsbruck 2001, ISBN 3-85218-350-2.
- Kein Weg nach Rom. Ein Reisebuch (mit Albert T. Schaefer). Eremiten-Presse, Düsseldorf 2001, ISBN 3-87365-325-7.
- Mutter töten. Prosa. Haymon, Innsbruck 2003, ISBN 3-85218-429-0.
- Sternendrift. Ein amerikanisches Tagebuch (mit Bildern von Silvio Blatter). Eremiten-Presse, Düsseldorf 2003, ISBN 3-87365-331-1.
- Wind und Weh. Abschied von den Eltern. Eremiten-Presse, Düsseldorf 2005, ISBN 3-87365-337-0.
- Pornographische Novelle. Tisch 7, Köln 2005, ISBN 3-938476-06-0.
- Übermalungen-Überspitzungen. Van-Gogh-Variationen (mit Urs Amann). Haymon, Innsbruck 2005, ISBN 3-85218-491-6.
- Zimmer zum Hof. Erzählungen. Haymon, Innsbruck 2006, ISBN 3-85218-511-4.
- Pekinger Passion. Arche, Zürich 2008, ISBN 978-3-7160-2376-1.
- Nichtsangst. Fragmente auf Tod und Leben. Haymon, Innsbruck 2008, ISBN 978-3-85218-525-5.
- Die kalabrische Hochzeit. Roman. Zürich 2009, ISBN 978-3-7160-2615-1.
- Die Reise zum Horizont. Novelle. Haymon, Innsbruck 2010, ISBN 978-3-85218-640-5.
- Der Kommandant. Monolog. Arche, Zürich 2011, ISBN 978-3-7160-2639-7.
- Die Briefe der Puppe. Nimbus, Wädenswil 2011, ISBN 978-3-907142-57-8.
- Letzte Lieben. Arche, Zürich 2011, ISBN 978-3-7160-2671-7.
- Ein Lied von Sein und Schein. Nimbus, Wädenswil 2012, ISBN 978-3-907142-70-7.
- Wohin denn wir. Roman. Haymon, Innsbruck 2012, ISBN 978-3-85218-764-8.
- Vater, warum hast du mich verlassen. Arche, Zürich 2013, ISBN 978-3-7160-2694-6.
- Die erste Welt. Nimbus, Wädenswil 2013, ISBN 978-3-907142-89-9.
- Lebenslang Vogelzug. Gedichte. Haymon, Innsbruck 2014, ISBN 978-3-7099-7134-5.

Kinderbücher
- Das Märchen von der Welt. Nach Georg Büchner, mit Käthi Bhend (Illustrationen), NordSüd Verlag, Zürich 2010, ISBN 978-3-314-01519-9.
- Mit großem Krach – Vom Reimen auf Biegen und Brechen. Mit Helga Gebert (Illustrationen), NordSüd Verlag, Zürich 2012, ISBN 978-3-314-10100-7.
- Leonce und Lena. Nach Georg Büchner, mit Lisbeth Zwerger (Illustrationen), NordSüd Verlag, Zürich 2013, ISBN 978-3-314-10181-6.

### Als Herausgeber
- Georg Trakl: Abendländisches Lied. München 1987
- Friedrich Hölderlin: Hälfte des Lebens. München 1988
- Engadin (mit Anna Kurth). Zürich 1996
- Bergell, Puschlav, Tessin (mit Anna Kurth). Zürich 1999.
- Mehr bedarfs nicht: 12 mal beste deutsche Gedichte. Piper Verlag, München 2006, ISBN 3-492-04914-1.

### Übersetzungen
- mit Anna Kurth: Luisa Famos: Poesias. Zürich 1995

## Hörspiele
- 2009: Im Zug der Zeit – Regie: Götz Fritsch (Hörspiel – ORF)